# Monomah-sapka

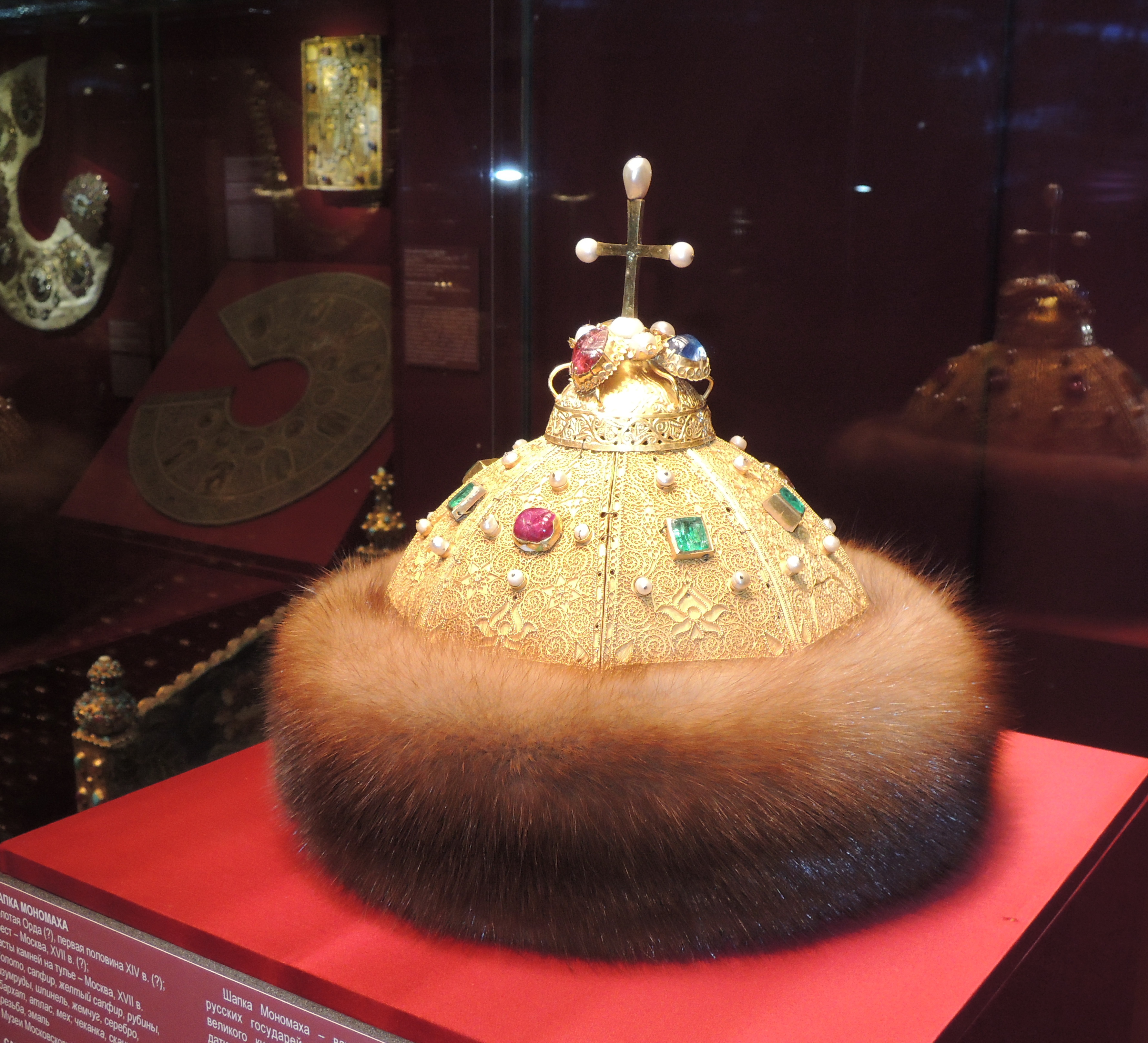
Monomah sapkája

Monomah sapkája (oroszul шапка Мономаха)  a legrégebbi orosz cári korona, a cárok és moszkvai nagyfejedelmek legfontosabb koronázási jelvénye, az autokrata hatalom szimbóluma. A tetején kereszttel, peremén cobolyprémmel díszített, drágakövekkel kirakott sisakszerű arany fejfedő a 13. század végén vagy a 14. század elején készült. Ma a többi koronázási jelvénnyel együtt a moszkvai Kreml Oruzsejnaja-palotájában őrzik. Nem összetévesztendő a Magyar Nemzeti Múzeumban található bizánci eredetű Monomakhosz-koronával. (A két tárgy nevének hasonlósága nem véletlen, mindkettőt IX. Kónsztantinosz bizánci császárnak [ur.: 1042–1055] tulajdonították.)

## Története és legendája
A korona közép-ázsiai stílusú. A történészek feltételezik, hogy az Arany Horda feje, Üzbég kán adományozta vazallusának, Jurij (aki a sógora is volt) vagy Ivan Kalita moszkvai fejedelemnek. A moszkvai fejedelmek hű szolgái voltak a tatár kánnak, elkísérték őket hadjárataikra, segítettek megbüntetni a lázadó orosz fejedelmeket (mint Tver fejedelmét) és felhasználták a tatár seregek segítségét, hogy szomszédaik rovására megnöveljék területüket. Nyikolaj Boriszov orosz történész így ír: „A kán ruhával és csizmával ajándékozta meg azokat, akik hűségesen szolgálták. A történészek között elfogadott az a vélemény, hogy a híres Monomah-sapka olyan arany fejfedő, melyet Üzbég kán adományozott Ivan Kalitának lojalitásáért cserébe”.
Miután az Arany Horda széthullott és Moszkva felülkerekedett korábbi hűbérurán, a nagyfejedelmek bizánci kulturális gyökereikhez nyúltak vissza és ekkorról származik a „Moszkva a harmadik Róma” elmélet is (Róma és a második Róma – Konstantinápoly – elbukott, de a harmadik – Moszkva – diadalmaskodik). Az 1518 körül írt Vlagyimiri fejedelmek történeteiben (Сказании о князьях Владимирских) már a korona új hivatalos eredete olvasható, eszerint IX. Kónsztantinosz Monomakhosz ajándékozta unokájának, Vlagyimir Monomahnak. A történettel is hangsúlyozni akarták az orosz uralkodók bizánci császárokhoz visszanyúló legitimitását. Valójában Konsztantinosz már 1055-ben meghalt, amikor Vlagyimir mindössze kétéves volt (és csak hatvanévesen koronázták kijevi nagyfejedelemmé), így nem valószínű, hogy koronát küldött volna neki. A művészettörténeti analízis sem támasztja alá a bizánci eredetet.
A koronát Monomah-sapkának írásban először 1518-ban nevezték, a III. Iván unokájának, Dmitrijnek uralkodói igényeit alátámasztó könyvben. Az ebben közölt legenda szerint a bizánci császár Babilonba küldte embereit, hogy méltó ajándékot találjanak rokonának, és a fejfedőt Nabukodonozor egyéb kincsei között lelték meg a Dániel könyvében szereplő Sadrak, Mesak és Abednegó sírja mellett. A legendás eredetű aranysisakot a 17. század végéig a nagyfejedelmek, majd cárok megkoronázásra használták. Az uralkodók csak trónra lépésük napján viselték a Monomah-sapkát, utána saját használatukra készített koronát hordtak. Az utolsó cár, akit Monomah sapkájával koronáztak, V. Iván volt, aki testvérével, I. Péterrel együtt lépett trónra. Pétert a Monomah-korona egyszerűsített kivitelű másolatával, a „másodfokú sapkával” koronázták meg (ma ez is a Oruzsejnaja-palotában látható). Péter 1721-ben a cári helyett az imperátori címet vette fel, utódait az orosz imperátori koronával koronázták.

## Leírása

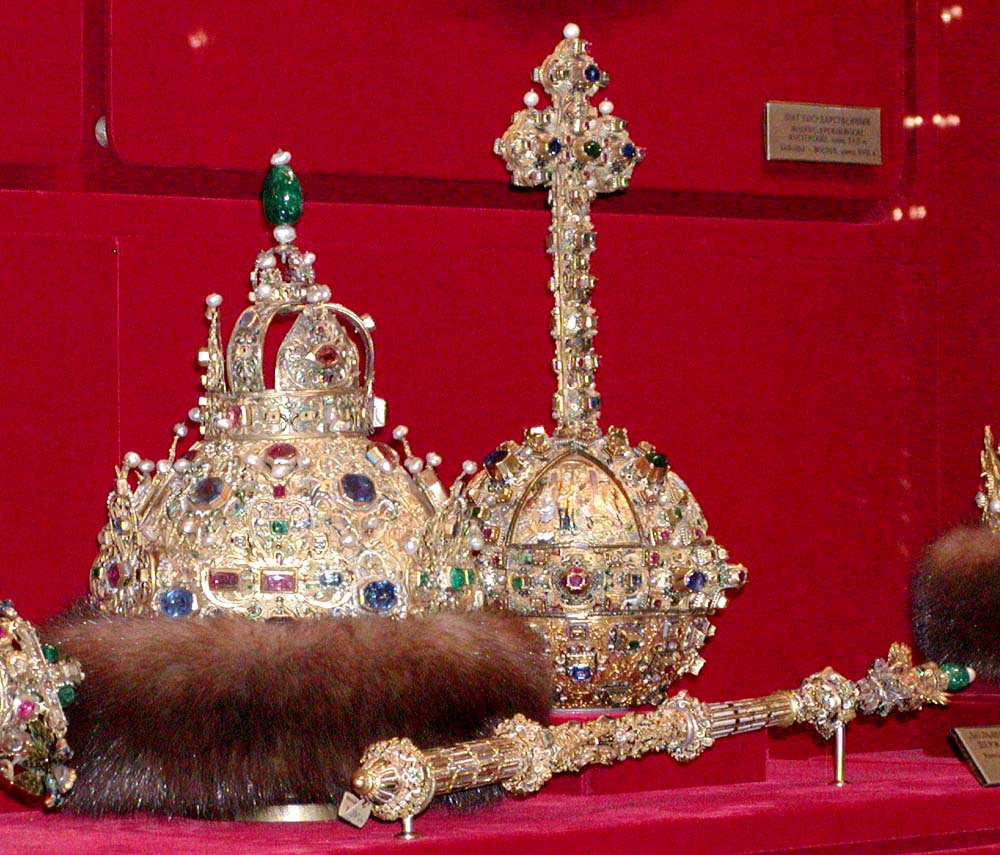
I. Mihály cár koronája is a Monomah-sapka mintájára készült

Monomah sapkája aranyból készült, felületét az ötvös finom filigránmintázattal díszítette. A sisakrész tetején kis díszkupola – „alma” – azon pedig sima felületű aranykereszt található, melynek mind a négy ága igazgyöngyben végződik. Pereme cobolyprémmel díszített. A koronán a következő aranyfoglalatú drágakövek láthatók: egy kék és egy sárga zafír az almán, három spinell (egy az almán), két rubin, négy smaragd és 32 igazgyöngy (ebből 4 a kereszten és 4 a kereszt tövében).
2002-ben Vlagyimir Putyin 50. születésnapjára orosz ékszerészek csoportja a Monomah-sapka másolatát adta neki ajándékul, melynek értékét 50 ezer dollárra becsülték.

## Fordítás
- Ez a szócikk részben vagy egészben  a(z)   Шапка Мономаха című orosz Wikipédia-szócikk ezen változatának fordításán alapul.  Az eredeti cikk szerkesztőit annak laptörténete sorolja fel. Ez a jelzés csupán a megfogalmazás eredetét és a szerzői jogokat jelzi, nem szolgál a cikkben szereplő információk forrásmegjelöléseként.